# Bataille de Lugos
Grande guerre turque
La bataille de Lugos est une bataille ayant pris place le 21 septembre 1695 aux alentours de Lugos. Elle a opposé l'empire ottoman au Saint-Empire romain germanique dans le cadre de la Grande guerre turque.

## Contexte
En 1695 vint le sultan Moustafa II au pouvoir. Aux moments des faits l'empire était en plein conflit face à une coalition européenne nommée la Sainte-Ligue, beaucoup de ses territoires étaient occupées dont la quasi-totalité de la Hongrie. Le sultan nouvellement arrivé au pouvoir était conscient de la situation, il décida de continuer la guerre en menant soi-même son armée ainsi qu'à s'intéresser aux affaires de l'état, contrairement à ces prédécesseurs qui laissaient les vizirs diriger le pays.
Peu de temps après son accès au pouvoir Moustafa II mène sa première campagne militaire dans l'intention de récupérer l'entièreté des territoires occupés, il sera accompagné du khan de Crimée ainsi que son armée en guise de renforts. Il s'empare assez facilement du château de Lippa mais est confronté aux alentours de la ville de Lugos à une armée autrichienne menée par Friedrich von Veterani, les deux armées aux effectifs plus ou moins équivalents s'engagent donc à un combat.

## Bérouelements
Le général Veterani avait déployé ses troupes aux alentours de Lugos, laissant marécages et forêts au dos de l'armée. À la suite d'un assaut, l'armée ottomane parvint à encercler les troupes autrichiennes qui subissaient de lourdes pertes. Le chef des milices serbes, Antonije Znorić est tué lors de l'assaut tandis que Veterani, lui, parvint à s'enfuir mais il succombera à ses blessures lors de sa fuite.

## Conséquences
Ayant remporté la bataille, l'empire ottoman n'ayant plus trouvé de résistance ennemie, s'empare des châteaux de Lugos et de Caransebes et continua son avancée en Hongrie.
Grâce à ses victoires, le sultan Moustafa II hérite du titre de Gazi (le victorieux).